# CANDU

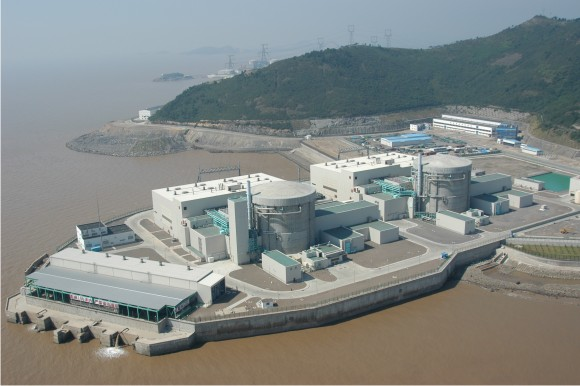
Nhà máy điện Hạt nhân CANDU tại Trung Quốc, gồm 6 lò phản ứng, được thiết kế bởi Tập đoàn Năng lượng Nguyên tử Canada (AECL).

CANDU (viết tắt cho cụm từ tiếng Anh: Canada Deuterium Uranium) là kiểu lò phản ứng hạt nhân nước nặng được Canada thiết kế vào cuối những năm 1950. Việc sử dụng nước nặng làm chất làm chậm trong lò phản ứng hạt nhân CANDU cho phép mở rộng vùng hoạt của lò, gia tăng lượng nhiên liệu hạt nhân dự trữ trong lò và đặc biệt là có thể sử dụng uranium tự nhiên (0,71% 235U) làm nhiên liệu. Những lò phản ứng kiểu khác chỉ có thể vận hành với nhiên liệu uranium đã làm giàu (235U chiếm từ 2-20% tùy từng kiểu lò cụ thể).
Khác với hầu hết các lò phản ứng hạt nhân kiểu nước-nước còn lại (ví dụ như Lò phản ứng nước áp lực (PWR)), CANDU — là lò phản ứng dạng kênh. Điều này cho phép CANDU có thể thay thế nhiên liệu hạt nhân mà không làm ảnh hưởng tới hoạt động của lò. Chất tải nhiệt của CANDU có thể là nước thường hoặc nước nặng.
Cụm từ viết tắt CANDU được đăng ký bản quyền sản phẩm. Nó thể hiện đầy đủ hai điểm đặc biệt của kiểu lò này: đó là sử dụng nước nặng và uranium tự nhiên.
Lò phản ứng CANDU được xây dựng tại: Canada, Argentina, Romania, Pakistan, Ấn Độ, Trung Quốc và Hàn Quốc.

Sơ đồ lò phản ứng CANDU: 1 — Các thanh nhiên liệu; 2 — Vùng hoạt; 3 — Các thanh điều khiển; 4 — Bình điều áp; 5 — Thiết bị sinh hơi; 6 — Bơm cấp nước; 7 — Bơm tuần hoàn vòng một; 8 — Máy thay nhiên liệu; 9 — Chất làm chậm (nước nặng); 10 — Kênh của lò phản ứng; 11 — Hơi nước tới tua bin; 12 — Nước đi tới từ thiệt bị ngưng tụ; 13 — Vỏ lỏ